# Parascyllium ferrugineum
Espèce
Statut de conservation UICN

 LC  : Préoccupation mineure
Parascyllium ferrugineum est une espèce de requins.